# Рокитна Слобода
Роки́тна Слобода́ — село в Україні, у Іванківській селищній громаді Вишгородського району Київської області. Населення становить 71 особу.
На північній околиці села, навпроти кладовища, знаходиться орнітологічний заказник Чапля.

## Історія
7 (20) листопада 1917 року, відповідно до Третього Універсалу Української Центральної Ради, увійшло до складу Української Народної Республіки.
19 липня 2020 року, в результаті адміністративно-територіальної реформи та ліквідації Іванківського району, село увійшло до складу новоутвореного Вишгородського району.
З кінця лютого до 1 квітня 2022 року під час російсько-української війни село було окуповане російськими військами.

## Галерея

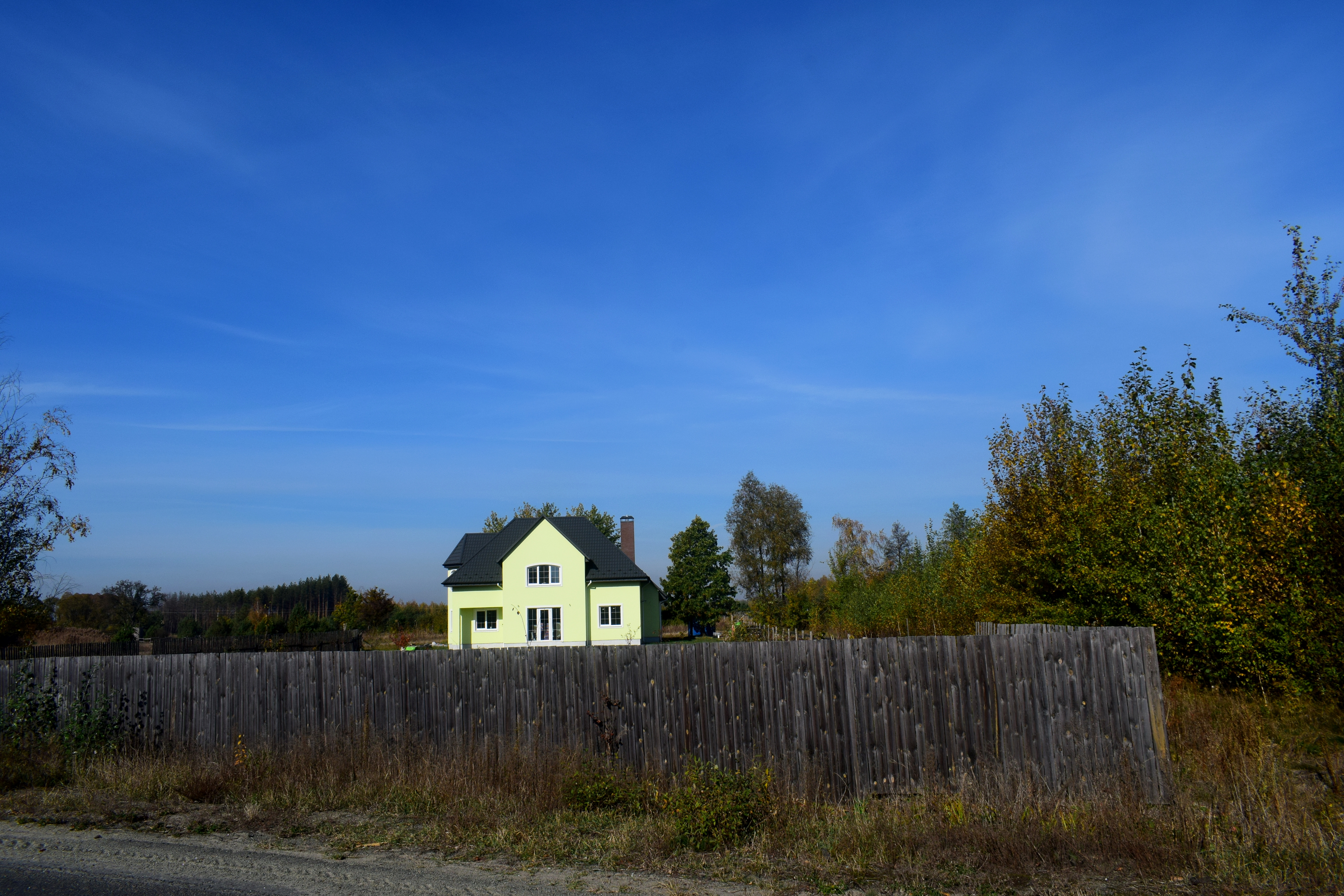
Жилий дім
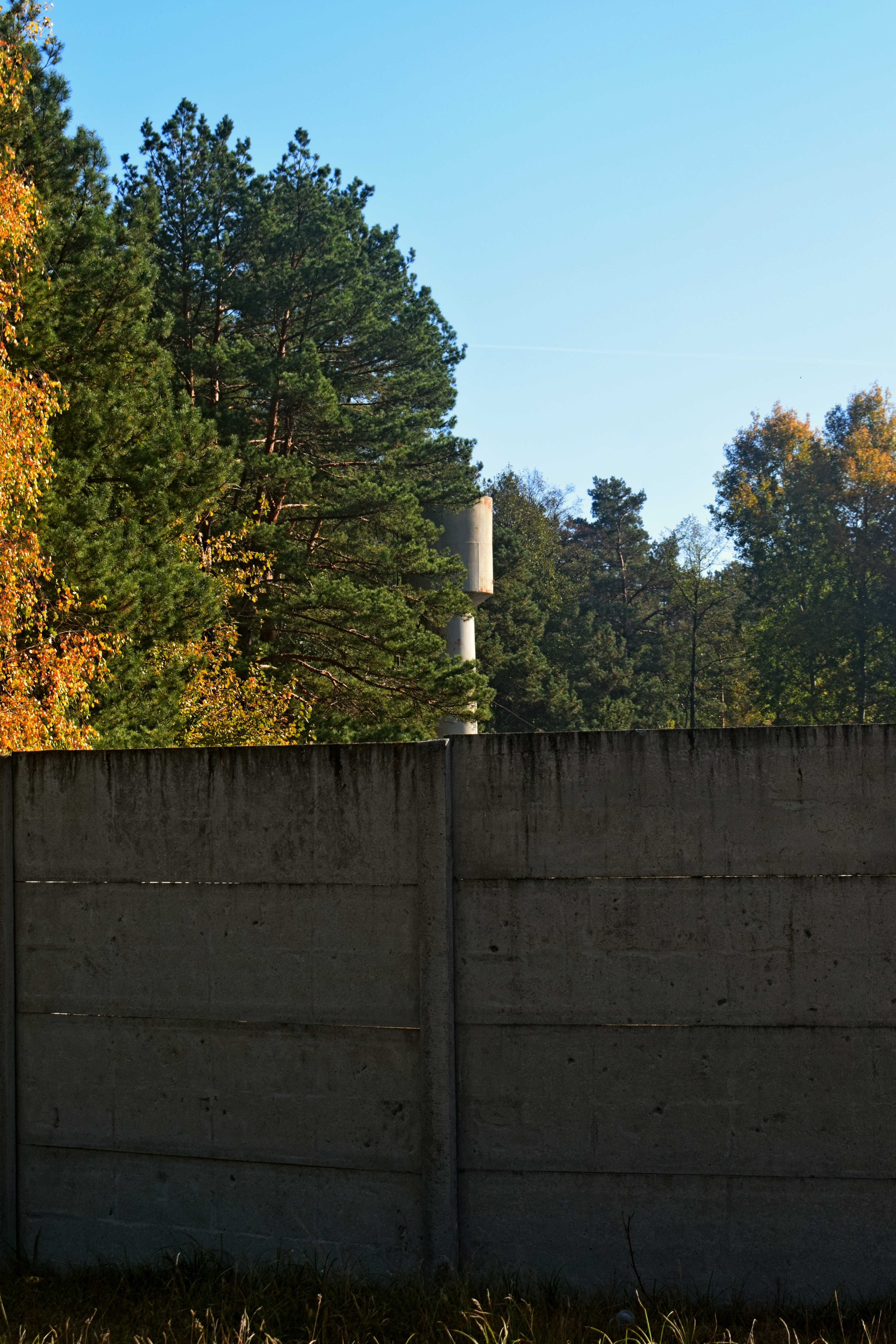
Водонапірна башта
Став
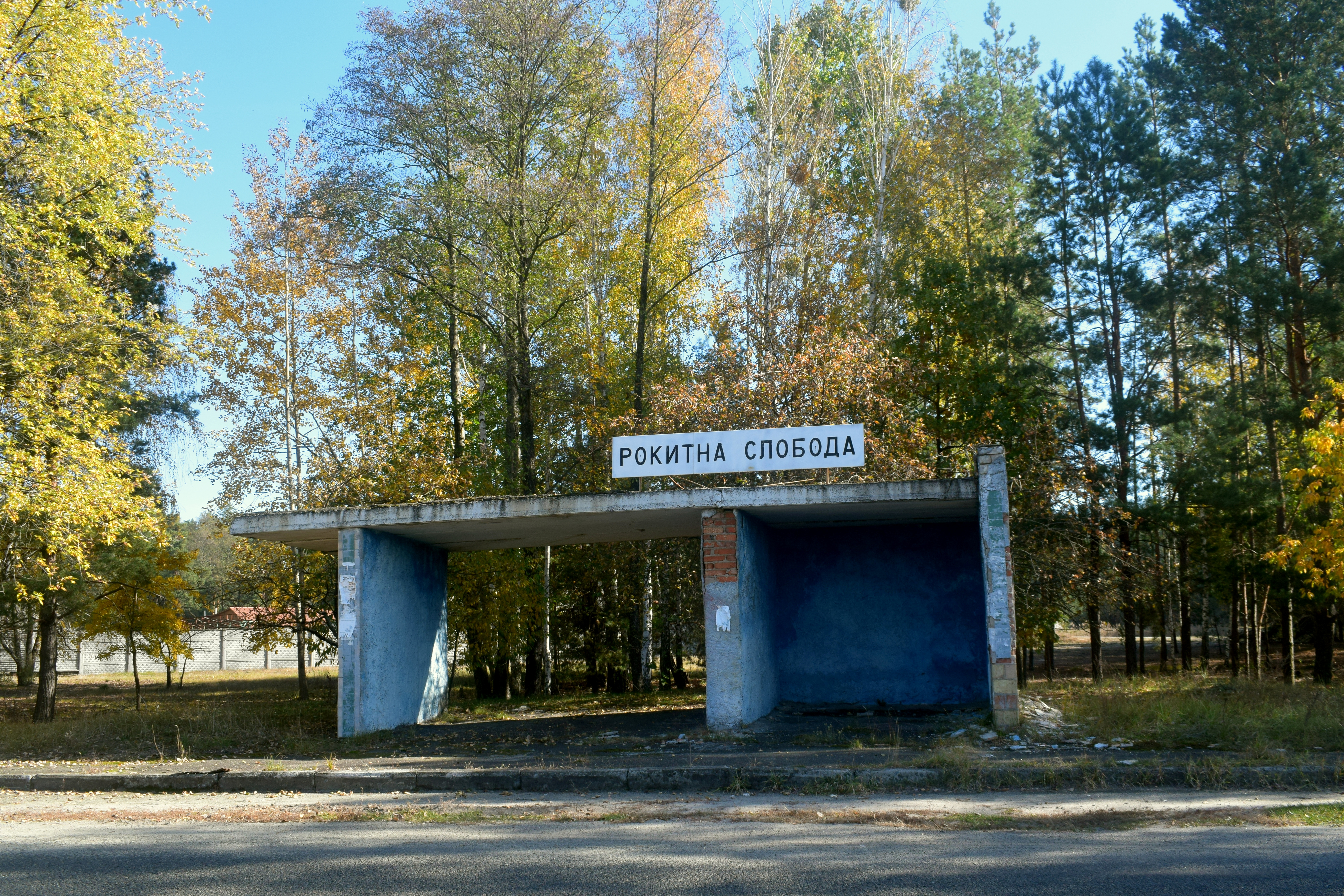
Автобусна зупинка

| Україна | Це незавершена стаття з географії України. Ви можете допомогти проєкту, виправивши або дописавши її. |